# 洛克斯利帕克 (紐約州)
洛克斯利帕克（英語：Locksley Park）是位於美國紐約州伊利縣的非建制地區。

## 地理
洛克斯利帕克所處的海拔為高於海平面187米（即614英呎），而該地所採用的時區為UTC-5，即北美东部时区（EST）。同時該地設有夏令時間，為UTC-5調快一小時，即UTC-4（EDT）。